# こどもこころ
「こどもこころ」は、2018年10月・11月に、NHKの音楽番組『みんなのうた』で放送された楽曲。作詞：山崎育三郎、作曲：KOUGA、歌：山崎育三郎。